# L'Or sarde
L'Or sarde (L'oro di Fraus) est un roman écrit par Giulio Angioni, publié en 1988 par Editori Riuniti.

## L'histoire
À Fraus, un village dans la province sarde, un garçon disparaît. On le trouve après jours au fond d'un puits, probablement décédé à la suite d'un viol. Certains enfants parlent d'étranges lumières dans le ciel et d'une mine abandonnée où se produisent des choses sombres et étranges. Après le suicide d'un suspect, le maire de la ville, qui ne croit pas à sa culpabilité, prend en charge le jeu à sa façon, en dépit des menaces, des accidents, des rumeurs, des soupçons et des doutes qui mènent à la découverte d'une réalité beaucoup plus vaste et imprévisible, en poussant sa quête de la vérité jusqu'au fond des galeries désaffectées de la mine de talc. Et si les puissances infernales de la mafia et de la drogue, de mèche avec les pouvoirs de la politique et de l'argent, avaient voulu faire d'un village somnolent l'épicentre d'horribles trafics, non sans gêner le vol de goélands et exhumant au passage des mythes enfouis ?

## Réception
Ce livre de Giulio Angioni, avec La Procédure (Einaudi, 1988 ; Plon 1990) par Salvatore Mannuzzu, est considéré, à partir des critiques Oreste del Buono et Geno Pampaloni, la source du courant régional ou sous-genre du thriller ou noir sarde, qui aura ensuite auteurs comme Giorgio Todde, Massimo Carlotto, Marcello Fois, Flavio Soriga et d'autres, et qui plus tard a également été montré, avec les autres œuvres de Angioni et Mannuzzu et avec ceux de Sergio Atzeni, à l'origine d'une Nouvelle Vague littéraire sarde, à savoir de la narration sarde la plus récente,.

## Éditions
- Giulio Angioni, L'oro di Fraus, préface par Giuliano Manacorda, Rome, Editori Riuniti, 1988, p. 198  (ISBN 88-359-3205-X).
- Giulio Angioni, L'Or sarde, Paris, Métailié, Collection Suites Littérature, traduit par Catherine Siné, paru le 12/09/2003, 238 pages  (ISBN 2-86424-479-9).